# Arvydas Macijauskas
Arvydas Macijauskas (Klaipėda, 19 de janeiro de 1980) é um jogador lituano de basquete. Atualmente atua no New Orleans Hornets e na seleção da Lituânia. Tem 1,93 m e 97 kg.